# جيريمي ديفيس
جيريمي ديفيس (بالإنجليزية: Jeremy Davis)‏ هو موسيقي أمريكي، ولد في 8 فبراير 1985 في نورث ليتل روك في الولايات المتحدة.

## وصلات خارجية
- جيريمي ديفيس على موقع IMDb (الإنجليزية)
- جيريمي ديفيس على موقع ميوزك برينز (الإنجليزية)
- جيريمي ديفيس على موقع أول ميوزيك (الإنجليزية)
- جيريمي ديفيس على موقع ديسكوغز (الإنجليزية)
- جيريمي ديفيس على موقع قاعدة بيانات الفيلم (الإنجليزية)